# USS Manley (DD-74)
USS Manley (DD-74) – amerykański niszczyciel typu Caldwell. Jego patronem był John Manley (ok.1733–1793).
Stępkę okrętu położono 22 sierpnia 1916 w stoczni Bath Iron Works w Bath (Maine). Zwodowano go 23 sierpnia 1917, matką chrzestną była Dorothy S. Sewall. Jednostka weszła do służby w US Navy 15 października 1917, jej pierwszym dowódcą był Commander Robert L. Berry.
Okręt był w służbie w czasie I wojny światowej. Działał jako jednostka eskortowa na wodach europejskich. 19 marca 1918 przypadkowa eksplozja bomb głębinowych w czasie rejsu eskortowego zabiła dowódcę okrętu i 33 innych członków załogi. Odłamki przebiły beczki z ropą i alkoholem co spowodowało długi pożar. Okręt dryfował do momentu podejścia brytyjskich holowników. Po dotarciu do portu 70 stóp jednostki (21,3 m) znajdowało się pod wodą. Wyremontowany w Liverpoolu.
Po wojnie pełnił służbę m.in. na Adriatyku. Wycofany ze służby 14 czerwca 1922. Wrócił do służby 1 maja 1930. Jako jednostka eksperymentalna, pomocnicza, szkolna, szybki transportowiec wojska, kierowania celami powietrznymi służył z oznaczeniem AG-28, później APD-1.
Brał czynny udział w działaniach II wojny światowej na Pacyfiku - m.in. wspierał lądowanie na Taivu Point (Guadalcanal).
Wycofany ze służby 19 listopada 1945 został sprzedany na złom 26 listopada 1946.
Otrzymał pięć battle star za służbę w czasie II wojny światowej. Odznaczony także Navy Unit Commendation.